# 陈氏公祠
陈氏公祠，位于中国广东省阳江市阳春市三甲镇，为阳春市市级文物保护单位，类型为古建筑，公布时间为2004年12月19日。
陈氏公祠的历史年代为清代。